# 1,3-Diazepin
1,3-Diazepin je sedmočlano heterociklično jedinjenje sa dva atoma azota. Atomi azota su u pozicijama prstena 1 i 3. Prsten sadrži tri dvostruke veze.